# Чесапаломбо
Чесапаломбо (итал. Cessapalombo) насеље је у Италији у округу Мачерата, региону Марке.
Према процени из 2011. у насељу је живело 126 становника. Насеље се налази на надморској висини од 444 м.

## Становништво
Према резултатима пописа становништва 2011. у општини је живело 546 становника.
| 1936. | 1951. | 1961. | 1971. | 1981. | 1991. | 2001. | 2011. |
| ----- | ----- | ----- | ----- | ----- | ----- | ----- | ----- |
| 1.440 | 1.337 | 1.140 | 831   | 706   | 630   | 585   | 546   |